# Anthonomus alboannulatus
Anthonomus alboannulatus es una especie de gorgojo fitófago del género Anthonomus, categorizada en la tribu Anthonomini, de la subfamilia Curculioninae.

## Distribución
Se distribuye por América: Estados Unidos, Guadalupe y Guayana Francesa.

## Taxonomía
Fue descrita por Boheman en 1843 y publicada en .